# Lindsey, Suffolk
Lindsey är en by (village) och en civil parish i Babergh, Suffolk i sydöstra England. Orten har 187 invånare (2001). Den har en kyrka och ett kapell.